# Pierrefitte-sur-Seine
Pierrefitte-sur-Seine je město ve východní části metropolitní oblasti Paříže ve Francii v departmentu Seine-Saint-Denis, region Île-de-France. Od centra Paříže je vzdálené 10 km.

## Geografie
Sousední obce: Saint-Denis, Stains, Villetaneuse, Sarcelles a Montmagny.

## Historie
Jméno obce je odvozeno z latinského Petra ficta, francouzsky pierre figée au sol nebo také menhir.

## Vývoj počtu obyvatel
Počet obyvatel

## Doprava
Pierrefitte-sur-Seine je dosažitelné linkou RER D, linkou metra číslo 13 a autobusy RATP číslo 150, 168, 254, 268, a 354.

## Slavní obyvatelé města
- Frédérick Lemaître (1800 – 1876), herec
- Alcide Dessalines d'Orbigny (1802 – 1857), přírodovědec
- Maurice Utrillo (1883 – 1955), malíř

## Partnerská města
- Rüdersdorf, Německo
- Braintree, Velká Británie